# 阿尔伯特·维克多·亚历山大
阿尔伯特·维克多·亚历山大，第一代希尔斯堡的亚历山大伯爵，KG，CH，PC，（1885年5月1日—1965年1月11日），英国劳工与合作党政治家。他曾三次出任第一海军大臣，分别是1929年至1931年的麦克唐纳内阁、第二次世界大战期间的丘吉尔内阁以及战后的艾德礼内阁。

## 文献来源
- Montgomery, B.L., Memoirs , Collins, 1958